# Џеклин ду Пре
Џеклин Мери ду Пре (IPA:; 26. јануар 1945 — 19. октобар 1987) била је енглеска виолончелисткиња. Упркос краткој каријери сматра се једном од најистакнутијих виолончелисткиња друге половине 20. века.
Била је приморана да престане да свира у 27. години због мултипле склерозе. Борила се са болешћу 15. година. Постхумно је о њеном животу снимљен филм под називом Хилари и Џеки који је изазвао бројне контроверзе и био критикован због сензационализма у приказивању њеног приватног живота.